# Gewöhnlicher Tannenwedel
Der Gewöhnliche Tannenwedel (Hippuris vulgaris), auch Gemeiner Tannenwedel  genannt, ist eine Pflanzenart aus der Gattung Tannenwedel (Hippuris) innerhalb der Familie der Wegerichgewächse (Plantaginaceae). Ihren deutschsprachigen Trivialnamen Tannenwedel trägt sie wegen der Ähnlichkeit mit einer kleinen Tanne. Obwohl diese Pflanzenart einem Schachtelhalm ähnlich sieht, gehört sie zu den Samenpflanzen und ist mit den Schachtelhalmgewächsen nicht verwandt.

## Beschreibung

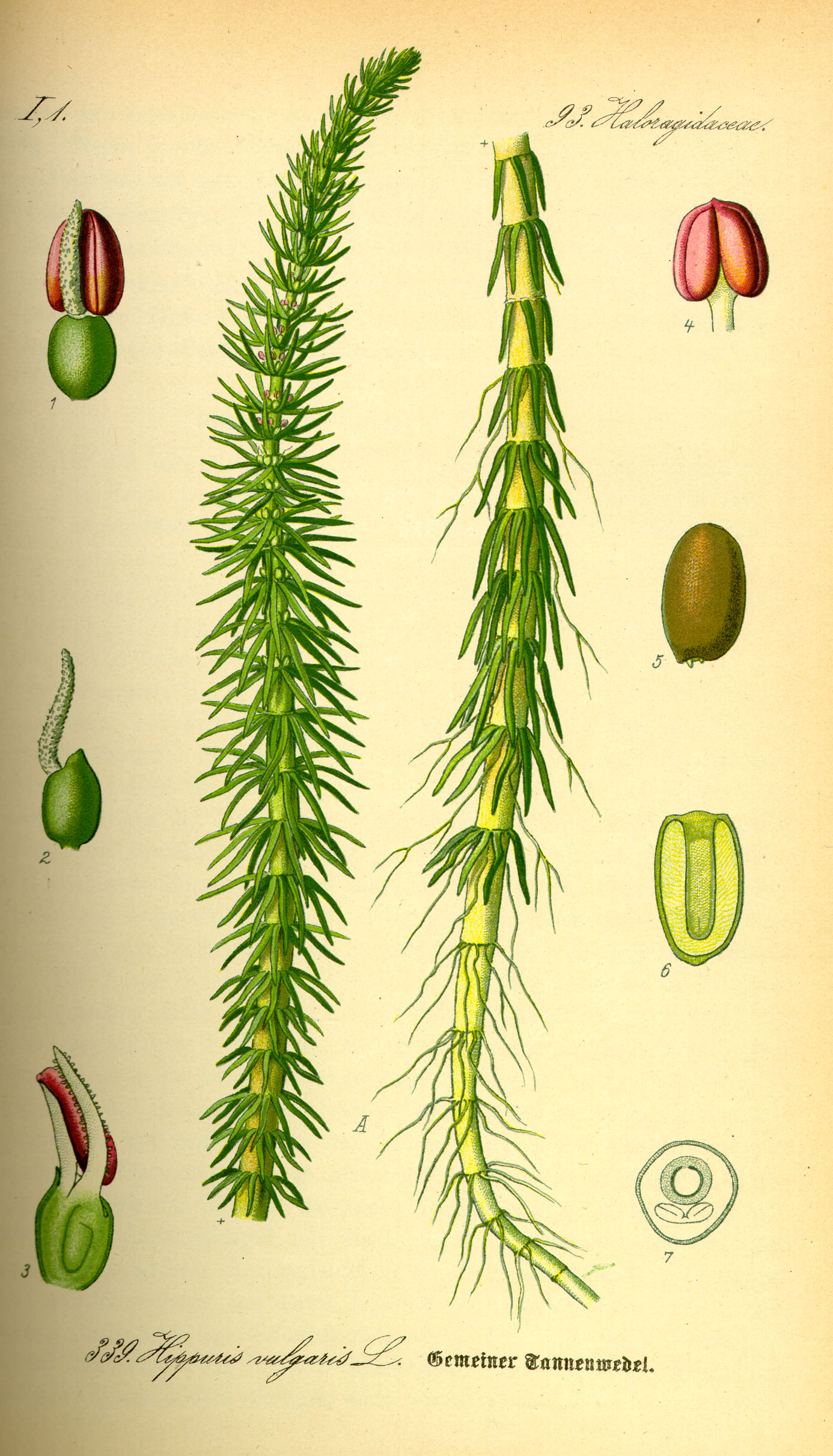
Illustration

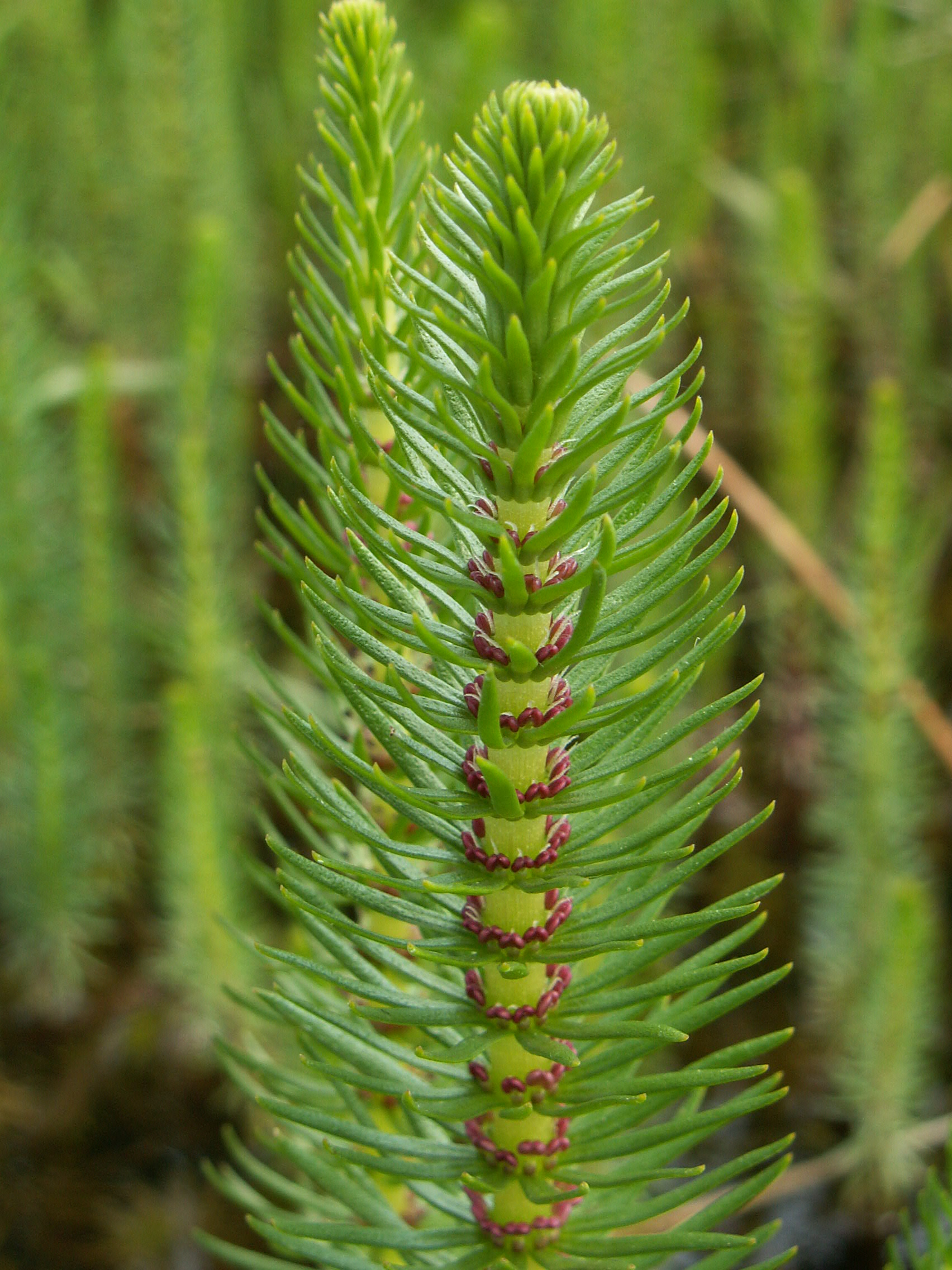
Nahaufnahme mit Blüten

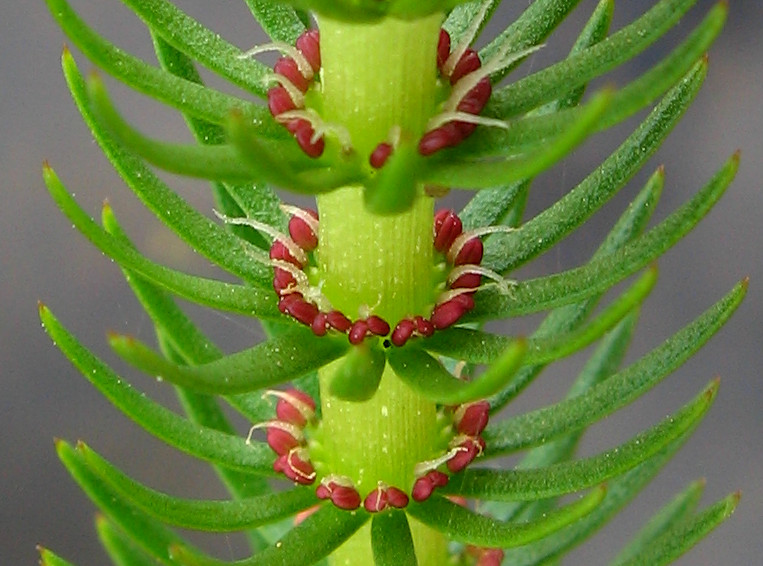
Blüten mit Narben und Staubblättern

### Vegetative Merkmale
Im Erscheinungsbild ist der Gewöhnliche Tannenwedel sehr variabel, da er neben völlig untergetaucht lebenden Tiefwasserformen auch auf dem Trockenen lebende Landformen sowie Übergangsformen zwischen diesen beiden Extremen entwickelt. Das Rhizom wächst kriechend waagerecht im Schlamm. Es ist bis 6 Millimeter dick. Aus diesem wachsen zahlreiche, hohle und unverzweigte Stängel empor, die teilweise über das Wasser herausragen. Sie werden 10 bis 40, selten bis zu 51 Zentimeter hoch; Wasserformen können bis 2 Meter lang werden. Die Stängelinternodien können bis zu 2 cm dick werden. Der Gewöhnliche Tannenwedel ist auch im Winter grün.
Der Gewöhnliche Tannenwedel hat dunkelgrüne, nadelartige Blätter, von denen die obersten bis zu 40 Zentimeter aus dem Wasser ragen. Unter Wasser hängen die Laubblätter schlaff herab, sind dünn, weich und bandartig. Laubblätter oberhalb der Wasseroberfläche sind dagegen waagrecht steif abstehend. Die sechs bis zwölf (4 bis zu 16) Laubblätter sind quirlig am Stängel angeordnet. Laubblätter sind dunkelgrün, ganzrandig, linealisch, 8 bis 20 (bis 100) Millimeter lang und bis 6 Millimeter breit.

### Generative Merkmale
Die Blütezeit reicht von Mai bis August. Blüten werden nur oberhalb der Wasseroberfläche entwickelt. Die kleinen, einzeln in den Achseln der Blätter angeordneten Blüten sind meist zwittrig, durch Verkümmerung können sie aber auch eingeschlechtig sein. Die Blüten sind rötlich-braun, unscheinbar und reduziert; sie haben Kelchblätter, aber keine Kronblätter. Das einzelne Staubblatt besitzt einen rötlichen Staubbeutel. Das einzige Fruchtblatt ist unterständig und ellipsoid, es endet in einer Narbe.
Die Steinfrucht enthält nur einen Samen. Die längliche, einsamige Schließfrucht besitzt eine starke Steinschale und dünnes „Fleisch“.
Die Chromosomenzahl beträgt 2n = 32.

## Ökologie
Der Gewöhnliche Tannenwedel ist eine zum Teil flutende, dann bis über 2 Meter lange Wasserpflanze, oder eine 10 bis 51 Zentimeter hohe, amphibisch lebende Sumpfpflanze mit einem am Grunde des Gewässers, bzw. im feuchten Boden wurzelnden, sympodial  verzweigten Rhizom. Der Stängel besitzt ein Aerenchym. Vegetative Vermehrung erfolgt durch Ausläufer und durch Turionen. Der Gewöhnliche Tannenwedel kommt in Gewässern mit bis zu 2,5 Metern Wassertiefe vor.
Die Blüten stehen an aus dem Wasser ragenden Sprossteilen, sind windblütig vom „unbeweglichen Typ“. Die Bestäubung erfolgt durch den Wind. 
Beim Aufblühen ragt zuerst die weiße, stark papillöse Narbe etwa 3 Millimeter über den Fruchtknoten hervor, während zu dieser Zeit der noch ungestielte Staubbeutel geschlossen ist. Nach Vertrocknen der Narbe bildet sich der 1,5 Millimeter lange Staubfaden aus und macht den Pollen dem Wind zugänglich.
Die Diasporen unterliegen der Verdauungsausbreitung z. B. durch Vögel, sowie der Schwimmausbreitung.

## Vorkommen
Hippuris vulgaris ist in Europa, Asien, Nordamerika, Grönland sowie dem südlichen Südamerika (Chile) zu finden. In Europa kommt Hippuris vulgaris in fast allen Ländern vor und fehlt nur in Belgien, Bosnien und Herzegowina, Nordmazedonien und in Griechenland. Da er als Zierpflanze für Gartenteiche verwendet wird, muss bei manchen Vorkommen im Freiland von künstlichen Ansiedlungen ausgegangen werden.
Der Tannenwedel gedeiht am besten an sonnigen bis halbschattigen Standorten in 20 bis 50 Zentimeter tiefen, stehenden oder langsam fließenden, nährstoff- und kalkreichen Gewässern. Die Gewässer sollten sommerwarm sein und über Schlammboden verfügen. Hippuris vulgaris kommt in Mitteleuropa in den Pflanzengesellschaften der Ordnung Potamogetonetalia und des Verbands Phragmition vor. Der Tannenwedel steigt in Südtirol auf der Seiser Alm bis einer Höhenlage von 2050 Meter und in Graubünden am Lej Pitschen am Berninabach bis 2210 Meter auf.
Die ökologischen Zeigerwerte nach Landolt et al. 2010 sind in der Schweiz: Feuchtezahl F = 5w+ (überschwemmt aber stark wechselnd), Lichtzahl L = 4 (hell), Reaktionszahl R = 4 (neutral bis basisch), Temperaturzahl T = 3 (montan), Nährstoffzahl N = 3 (mäßig nährstoffarm bis mäßig nährstoffreich), Kontinentalitätszahl K = 3 (subozeanisch bis subkontinental), Salztoleranz = 1 (tolerant).

## Taxonomie
Die Erstveröffentlichung von Hippuris vulgaris erfolgte 1753 durch Carl von Linné in Species Plantarum, Tomus I, S. 4.

## Verwendung
Der Tannenwedel wird als Zierpflanze für Teichränder und Wildpflanzengärten verwendet.